# Державна премія України імені Тараса Шевченка — лауреати 1995 року
Державні премії України імені Тараса Шевченка в галузі літератури, журналістики, мистецтва і архітектури 1995 року були присуджені Указом Президента України від 7 березня 1995 р. № 183 за поданням Комітету по Державних преміях України імені Т. Г. Шевченка. Установилений на 1995 рік розмір премії — сто мільйонів карбованців кожна..

## Список лауреатів
| Галузь                           | Лауреат | Обґрунтування |
| -------------------------------- | --- | --- |
| Література                       | Захарченко Василь Іванович — письменник                                                                                   | за роман «Прибутні люди» |
| Література                       | Кочур Григорій Порфирович (посмертно) — письменник                                                                        | за книжку перекладів «Друге відлуння» |
| Література                       | Сверстюк Євген Олександрович — письменник                                                                                 | за книжку «Блудні сини України» |
| Література                       | Симоненко Василь Андрійович (посмертно) — письменник                                                                      | за збірки поезій та прози «Лебеді материнства», «У твоєму імені живу», «Народ мій завжди буде» |
| Література                       | Федорів Роман Миколайович — письменник                                                                                    | за роман «Єрусалим на горах» |
| Теорія та історія літератури     | Автори-упорядники: Свєнціцька Віра Іларіонівна (посмертно) Откович Василь Петрович Художник: Андрієвський Леонід Іванович | за альбом «Українське народне малярство XIII—XX століть» |
| Образотворче мистецтво           | Бідняк Микола Петрович (Канада) — художник                                                                                | за серію історичних картин і портретів: «Князь Данило Галицький», «Гетьман Іван Мазепа», «Довбуш», «Битва під Крутами», цикл творів з іконопису                                                                                   |
| Образотворче мистецтво           | Задорожний Іван-Валентин Феодосійович (посмертно) — художник                                                              | за серію робіт 1964–1988 років |
| Образотворче мистецтво           | Заливаха Опанас Іванович — художник                                                                                       | за твори останніх років: «ХХ вік», «Мироносиці», «Українська мадонна», «Портрет Василя Стуса», «Портрет Шевченка», «Козака несуть», «Початок»                                                                                     |
| Музика                           | Сильвестров Валентин Васильович — композитор                                                                              | за симфонію № 5, струнний квартет № 1, кантату на слова Тараса Шевченка для хору а'капела |
| Концертно-виконавська діяльність | Державна заслужена хорова капела України «Трембіта» (художній керівник і головний диригент М. Кулик)                      | за концертні програми 1992–1994 років |
| Концертно-виконавська діяльність | Шопша Микола Сергійович — артист                                                                                          | за виконання оперних партій Івана Карася («Запорожець за Дунаєм» С. Гулака-Артемовського), Захара Беркута («Золотий обруч» Б. Лятошинського), Бориса Годунова (Борис Годунов М. Мусоргського), концертні програми 1992—1994 років |